# Teya, Yucatán
Teya là một đô thị thuộc bang Yucatán, México. Năm 2005, dân số của đô thị này là 1968 người.